# Pavel Auersperg
Pavel Auersperg (19. listopadu 1926 Praha – 1. května 1987 Praha) byl český a československý politik Komunistické strany Československa a poslanec Sněmovny národů Federálního shromáždění za normalizace.

## Biografie
V letech 1949-1954 působil na Vysoké škole politické a sociální v Praze jako asistent Fakulty mezinárodních vztahů, kde předtím v letech 1946-1950 studoval.
Členem KSČ se stal roku 1954. Od roku 1956 působil jako pracovník Ústředního výboru Komunistické strany Československa, v letech 1963-1964 řídil kancelář tehdejšího 1. tajemníka KSČ Antonína Novotného. V letech 1966-1974 působil jako vedoucí oddělení mezinárodní politiky Ústředního výboru Komunistické strany Československa. XIII. sjezd KSČ ho zvolil za kandidáta Ústředního výboru Komunistické strany Československa. do funkce člena ÚV KSČ byl převeden k 26. září 1969. XIV. sjezd KSČ, XV. sjezd KSČ a XVI. sjezd KSČ ho ve funkci potvrdil. V ÚV KSČ setrval do roku 1986. Od roku 1974 byl odpovědným sekretářem časopisu Otázky míru a socialismu. V roce 1976 získal Řád práce. Kromě toho mu byl udělen i Řád Vítězného února.
Dlouhodobě zasedal v nejvyšším zákonodárném sboru. Ve volbách roku 1971 zasedl do české části Sněmovny národů (volební obvod č. 4 - Praha 4, hlavní město Praha). Mandát obhájil ve volbách roku 1976 (obvod Praha 4) a volbách roku 1981 (obvod Praha 4). Ve FS setrval do konce funkčního období, tedy do voleb roku 1986. Před svou smrtí působil jako velvyslanec Československa v Nizozemsku.